# Žuan An
Žuan An (čínsky pchin-jinem Ruǎn Ān, znaky 阮安, vietnamsky Nguyễn An; 1381–1453) byl architekt a eunuch vietnamského původu působící v čínské říši Ming.
Společně s architekty a staviteli Cchaj Sinem (蔡信), Čchen Kuejem (陳珪), Wu Čungem (吳中), Kchuaj Siangem (蒯祥) a Lu Siangem (陸祥) byl klíčovým autorem plánů a hlavním stavitelem Zakázaného města v Pekingu.
V éře Čeng-tchung (1436–1450) hrál přední roli v rekonstrukci pekingských hradeb. Podílel se rovněž na vodních stavbách. Zemřel roku 1453.